# Lebedodes bassa
Lebedodes bassa är en fjärilsart som beskrevs av George Thomas Bethune-Baker 1908. Lebedodes bassa ingår i släktet Lebedodes och familjen träfjärilar. Inga underarter finns listade i Catalogue of Life.